# Ammophila heydeni
Ammophila heydeni  (лат.) — вид роющих ос (Sphecidae) рода Ammophila. Палеарктика: Южная и Средняя Европа, Юго-Западная и Средняя Азия, Казахстан, Северная Африка, Западный Китай.

## Описание
Длина тела самок 18—24 мм, самцов — 16—22 мм. Стройные тонкотелые осы с прозрачными перепончатыми крыльями. Первый тергит первого сегмента брюшка очень длинный, сжат с боков. Основная окраска тела чёрная, брюшко (и ноги частично) о красно-рыжее в основании.
Охотятся на гусениц бабочек и других насекомых, которых парализуют, после чего переносят в гнездо, где кормят ими своих личинок. Гнездятся в почве.
Взрослые осы питаются на цветах следующих растений: кермек,
молочай, смолёвка, тамариск, солнцецвет, вероника, мирикария, качим, зизифора, крестовник, клоповник, мята, синеголовник, морковник и другие зонтичные, мордовник, лук, ластовень, саусурея, селитрянка, адраспан, верблюжья колючка, подмаренник, сурепка, гораниновия.
Подвиды
- Ammophila heydeni heydeni Dahlbom, 1845
- Ammophila heydeni rubra Radoszkowski, 1876
- Ammophila heydeni rubriventris A. Costa, 1864